# Grand Prairie (Luisiana)

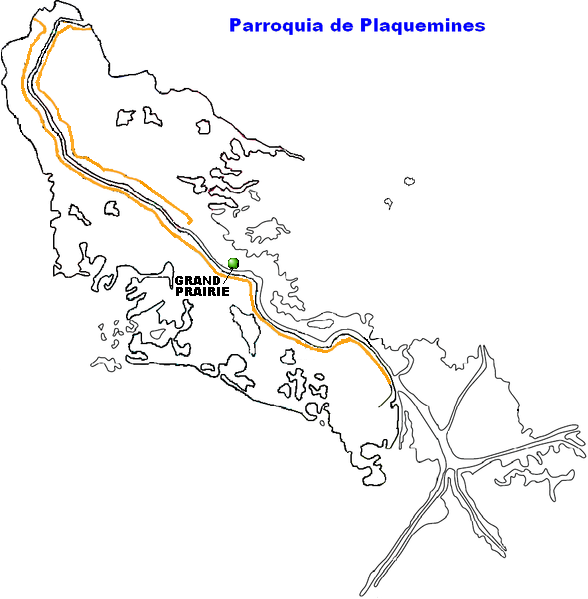
Localización de Grand Prairie en el mapa de la Parroquia de Plaquemines.

Grand Prairie es una pequeña localidad ubicada sobre el delta del Misisipi, dentro de la parroquia de Plaquemines, en el estado de Luisiana, Estados Unidos.

## Geografía
La localidad de Grand Prairie se localiza en 29°29′06″N 89°41′11″O / 29.48500, -89.68639. Esta comunidad posee sólo dos metros de elevación sobre el nivel del mar, convirtiéndola una zona proclive a las inundaciones. Su población se compone de menos de cinco habitantes. Esta comunidad se localiza a sesenta y cinco kilómetros de Nueva Orleans la principal ciudad de todo el estado, y a 549 kilómetros del aeropuerto internacional más cercano, el (IAH) Houston George Bush Intercontinental Airport.